# Мічіо Ватанабе
Ватанабе Мічіо (яп. 渡辺美智雄; 28 липня 1923, Отавара, Префектура Тотіґі, Японія — † 15 вересня 1995, Токіо) — був японським політиком. Міністр закордонних справ Японії (1991—1993).

## Життєпис
Народився 28 липня 1923 року, син солдата, він був сиротою і його виховував дядько в префектури Тотіґі. Він закінчив Токійський комерційний коледж (згодом Університет Хітоцубасі) у 1942 р. Потім працював у щоденнику Йоміурі Сімбун, перш ніж стати податковим консультантом. Член спочатку Ліберальної партії (консерватор правого центру), а потім Ліберально-демократичної партії (ПЛД), коли вона була створена в 1955 році, він розпочав свою політичну кар'єру того ж року.
У 1955—1963 рр. — Обраний до Префектурної асамблеї префектури Тотіґі.
У 1963—1995 рр. — Член Палати представників Японії колишнього 1-го округу Тотіґі.
У 1976—1977 рр. — Міністр охорони здоров'я та соціальних питань в уряді Такео Фукуди.
У 1978—1979 рр. — міністр сільського господарства, лісового господарства та рибного господарства у першому уряді Охіра Масайосі.
У 1980—1982 рр. — Міністр казначейства (тобто фінансів) в уряді Судзукі Дзенко.
У 1985—1986 рр. — Міністр зовнішньої торгівлі та промисловості у другому уряді Накасоне Ясухіро..
У 1991—1993 рр. — віце-прем'єр-міністр і міністр закордонних справ уряду Міядзава Кійті.
26 січня 1992 року домовився з урядом України про встановлення дипломатичних відносин у формі обміну листами між Міністром МЗС Японії та Міністром МЗС України Анатолієм Зленком.
У квітні 1993 року — подав у відставку за станом здоров'я.